# 혼조번 (데와국)
혼조 번(일본어: 本荘藩 혼조한[*])은 일본 데와국 유리군에 있었던 번이다. 번주는 로쿠고 가문이며, 번청은 혼조성이다.

## 번의 역사
로쿠고 가문은 센고쿠 시대에 데와국 로쿠고를 지배한 고쿠진 영주였다. 당주 로쿠고 마사노리는 도요토미 히데요시의 오다와라 정벌에 종군하였고, 1600년에는 세키가하라 전투에서 동군에 가담하여 오노데라 가문을 공격하였다. 그 전공으로 로쿠고 4500석의 영주가 되었고, 사타케 요시노부가 전봉된 후에는 히타치국 니하리군 후추 1만 석의 다이묘가 되었다.
1623년, 모가미 가문이 영지를 몰수당한 뒤, 그 옛 영지인 혼조 2만 석으로 옮겨온 마사노리는 혼조 번의 시조가 되었다. 이후 로쿠고 번은 11대까지 이어져 메이지 시대까지 계속되었다.

## 역대 번주
1. 로쿠고 마사노리(六郷政乗) 재위 1623년 ~ 1634년
2. 로쿠고 마사카쓰(六郷政勝) 재위 1634년 ~ 1676년
3. 로쿠고 마사노부(六郷政信) 재위 1676년 ~ 1685년
4. 로쿠고 마사하루(六郷政晴) 재위 1685년 ~ 1735년
5. 로쿠고 마사나가(六郷政長) 재위 1735년 ~ 1754년
6. 로쿠고 마사시게(六郷政林) 재위 1754년 ~ 1783년
7. 로쿠고 마사치카(六郷政速) 재위 1783년 ~ 1812년
8. 로쿠고 마사즈미(六郷政純) 재위 1812년 ~ 1822년
9. 로쿠고 마사쓰네(六郷政恒) 재위 1822년 ~ 1848년
10. 로쿠고 마사타다(六郷政殷) 재위 1848년 ~ 1861년
11. 로쿠고 마사카네(六郷政鑑) 재위 1861년 ~ 1871년